# Jean-Claude Mézières
Jean-Claude Mézières   (12è districte de París, 23 de setembre de 1938 - 13è districte de París, 23 de gener de 2022) va ser un il·lustrador francès de còmics. Va ser conegut per la seva associació amb Pierre Christin (guionista), i la seva germana, Evelyn Tranlé (colorista) en la sèrie Valerian et Laureline.

## Biografia
Nascut i criat a París, el seu germà gran el va introduir en el dibuix i va ser influenciat per dibuixants de còmics com Hergé, André Franquin i Morris i més tard per Jijé i Jack Davis. Llicenciat a l'Institut des Arts Appliqués, en acabar va treballar com a il·lustrador de llibres i revistes i també a l'àrea de publicitat. L'interès de tota la vida pel Far West el va portar a viatjar als Estats Units l'any 1965 a la recerca d'aventures com a vaquer, experiència que va influir en la seva obra posterior.
De tornada a França, Mézières es va unir al seu amic d'infància, Pierre Christin, per crear Valérian et Laureline, la popular sèrie de còmic de Ciència-ficció per la qual és més conegut. Mézières també va treballar com a dissenyador conceptual en diversos projectes cinematogràfics - principalment en la pel·lícula de Luc Besson de 1997, El cinquè element - a més de continuar treballant com il·lustrador per diaris, revistes i publicitat. També va donar cursos de producció de còmic en la Universitat de Paris VIII.
Mézières va morir el 23 de gener de 2022, amb vuitanta-tres anys.

## Publicacions seleccionades
- Valérian et Laureline (1967 - present) - dissenyat per Mézières, escrit per Pierre Christin. La clàssica sèrie de còmics que descriu les aventures de l'agent espaciotemporal Valérian i la seva agressiva companya ruiva, Laureline, mentre viatgen per l'espai i pel temps, és el treball més conegut i més venut de Mézières. Set dels àlbums van ser traduïts per l'anglès.
- Mon Amérique a la moi (My Very Own America) (1974) – una tira autobiogràfica de vuit pàgines, publicada per primera vegada en Pilote, explicant el temps de Mézières a Amèrica a mitjan dècada de 1960. Una traducció en anglès va ser publicada en negre i blanc en 1996 com a part d'European Readings of American Popular Culture, una publicació acadèmica editada per John Dean i Jean-Paul Gabillet.
- Mezi avant Mézières (1981) – una col·lecció dels primers treballs de Mézières per revistes com Pilote .
- Mézières et Christin avec... (1983) – compilació dels primers treballs, incloent-hi la primera publicació de la història de Valérian Bad Dreams en un àlbum, així com Mon Amérique a la moi i les lleves que Mézières va produir per la Métal Hurlant.
- Lady Polaris (1987) – una novel·la il·lustrada escrita per Pierre Christin, tenint menjo pano de fons els grans ports marítims d'Europa, sobre el misteriós naufragi del cargueiro Lady Polaris.
- Les Extres de Mézières (Mézières' Extres) (1995) – una col·lecció variada de Mézières obres produïdes en la dècada de 1980 i inici de 1990. Inclou exemples del treball de publicitat de Mézières, així com designs de conceptes per projectes de pel·lícules.
- Les Extres de Mézières En el. 2: Mon Cinquieme Element (Mézières' Extres En el. 2: My Fifth Element) (1998) – una col·lecció de dibuixos conceptuals produïts per Mézières per la pel·lícula The Fifth Element.
- Adieu rêve américain (Farewell American Dreams) – part de la sèrie Correspondences de Pierre Christin. Mézières i Christin recorden les seves aventures americanes.